# 格扎维埃·勒萨热
格扎维埃·勒萨热（法語：Xavier Lesage，1885年10月25日—1968年8月3日），法国男子马术运动员。他曾代表法国参加1924年和1932年夏季奥林匹克运动会马术比赛，共获得二枚金牌和一枚铜牌。